# XXVII edició dels Premis Ariel
La XXVII edició dels Premis Ariel, organitzada per l'Acadèmia Mexicana d'Arts i Ciències Cinematogràfiques (AMACC), es va celebrar el 1985 a Ciutat de Mèxic per celebrar el millor del cinema durant l'any anterior. Durant la cerimònia, l'AMACC va lliurar el premi Ariel a 17 categories en honor de les pel·lícules estrenades el 1984.

## Premis i nominacions
Nota: Els guanyadors estan llistats primer i destacats en negreta. ⭐
| Millor pel·lícula - Frida, naturaleza viva ⭐ - De veras me atrapaste - Vidas errantes                                                                                   | Millor direcció - Paul Leduc – Frida, naturaleza viva ⭐ - Gerardo Pardo – De veras me atrapaste - Juan Antonio de la Riva – Vidas errantes                                               |
| Millor actor - José Carlos Ruiz – Vidas errantes ⭐ - Rafael Sánchez Navarro – El otro - Ignacio Guadalupe – Vidas errantes                                              | Millor actriu - Ofelia Medina – Frida, naturaleza viva ⭐ - Lucy Reina – De veras me atrapaste - Alma Muriel – Luna de miel y de sangre                                                   |
| Millor coactuació masculina - Miguel Manzano – Las glorias del gran Púas ⭐ - Max Kerlow – Frida, naturaleza viva - Juan Ángel Martínez – Luna de miel y de sangre       | Millor coactuació femenina - Margarita Sanz – Frida, naturaleza viva ⭐ - Eugenia D'Silva – Vidas errantes - Josefina González – Vidas errantes                                           |
| Millor argument original - Juan Antonio de la Riva – Vidas errantes ⭐ - José Joaquín Blanco, Paul Leduc – Frida, naturaleza viva - Olivia Michel – Mexicano ¡Tú puedes! | Millor guió adaptat - José Joaquín Blanco, Paul Leduc – Frida, naturaleza viva ⭐ - Jaime Humberto Hermosillo – Doña Herlinda y su hijo - Olivia Michel – Mexicano ¡Tú puedes!            |
| Millor fotografia - Ángel Goded – Frida, naturaleza viva ⭐ - Alberto Arellanos – Luna de miel y sangre - Leoncio Villarias – Vidas errantes                             | Millor edició - Rafael Castanedo – Frida, naturaleza viva ⭐ - Joaquin Ceballos – La caza del rojo - Federico Landeros – Luna de miel y sangre                                            |
| Millor escenografia - No atorgat | Millor banda sonora - - Chucho Zarzosa – El otro - Manchuria – De veras me atrapaste - Flught – Luna de miel y sangre                                                                     |
| Millor ambientació - Alejandro Luna – Frida, naturaleza viva ⭐ - Georgina Soni – El otro - Josefina González de la Riva – Vidas errantes                                | Millor opera prima - Juan Antonio de la Riva – Vidas errantes ⭐ - Humberto Martínez Mijares – Fuga indomable - Luis López Antúnez – Luna de miel y sangre                                |
| Millor curtmetratge - Luis Estrada – La divina Lola ⭐ - Miguel Mora – Fragmento - Mitl Valdez – Tras el horizonte                                                       | Millor curtmetratge documental - Salvador Díaz – Juchitán (Lugar de las flores) ⭐ - Juan Guerrero – Fonqui - Pedro Reygadas, Trinidad Langarica, Armando Lazo – La quimera del oro negro |
| Millor curtmetratge educatiu - Rafael Castanedo– Don Hermenegildo y Joaquina ⭐ - Miguel Campos – Compendio cinematográfico - Enrique Trigo – Álbum de familia           | Medalla Salvador Toscano - Juan Bustillo Oro ⭐ |